# Kimagure Orange Road
Kimagure Orange Road (きまぐれオレンジ☆ロード, lit.  "Estrada Laranja Caprichosa") é uma série de mangá, escrita e desenhada por Izumi Matsumoto na década de 80, do gênero comédia romântica. Publicada originalmente em capítulos na mais famosa revista japonesa de mangás, Shounen Jump, Kimagure Orange Road foi posteriormente compilada em 18 volumes.
Extremamente popular, a série tornou-se mais conhecida ainda quando foi convertida em anime. Como anime, KOR tornou-se uma série de televisão de 48 episódios, além de 8 OVA (episódios lançados diretamente em vídeo - Original Video Animation) e 2 filmes de longa-metragem.
Os episódios da série de TV de Kimagure Orange Road foram, juntamente com Maison Ikkoku, uma das primeiras séries a ser objeto do trabalho dos fansubbers americanos (fãs que legendam séries de animes).
Atualmente, porém, todos os episódios de Kimagure Orange Road estão disponíveis comercialmente em várias línguas. Em inglês, os 48 episódios da série de TV, os 8 OVA's e o primeiro filme foram
lançados em VHS, LD e DVD pela produtora Animeigo. O segundo filme, que muitos fãs renegam, por ser extremamente diferente visualmente dos trabalhos anteriores, por sua vez foi lançado nos Estados Unidos pela produtora ADV.
Embora a série tenha sido primeiramente criada nos mangás, com desenhos de Izumi Matsumoto, o visual definitivo de seus personagens é aquele criado por Takada Akemi (Creamy Mami, Turma do Barulho), "character designer" dos personagens para a série de televisão.
a série tambem popularizou a estética City Pop graças a sua trilha sonora.
o criador original do mangá, Izumi Matsumoto, morreu os 61 anos no dia 13 de Outubro de 2022, depois de lutar contra a estenose espinhal e vazamento de líquido cefalorraquidiano.

## Sinopse
Kimagure Orange Road é uma comédia romântica, centrada em torno de 3 adolescentes, nos seus quinze anos - Kasuga Kyouske, Ayukawa Madoka e Hiyama Hikaru - que vivem um triângulo romântico. A única diferença, é que Kyouske possui poderes psíquicos conhecido somente como "The Power" por parte de sua mãe falecida, além dele, suas irmãs gêmeas Manami e Kurumi também tem poderes. Por causa disso, eles são obrigados a se mudarem várias vezes sempre que um deles expõem algum poder ou quando alguém descobre. Por isso, Kyouske decide não usar seus poderes com frequência ao mesmo tempo em que tenta equilibrar sua vida escolar e sua vida amorosa.

## Personagens Principais
Kyōsuke Kasuga (春日恭介, Kasuga Kyōsuke, voz: Tōru Furuya 古谷 徹)
DOB: 15/11/1969 (or 1971, de acordo com a série de TV)
Kyosuke é o protagonista masculino do triângulo amoroso. Ele e suas irmãs têm poderes sobrenaturais, referidos nas séries como "The Power", e são descritos como espers na série. Eles são proibidos de usar seus poderes em público, temendo ser descoberto e explorado. Em todos os casos onde alguém presenciou a manifestação de seus poderes, a família se transferiu imediatamente. Os poderes incluem, teletransporte, telecinese, e "Viagem no tempo", ao cair de grandes alturas, como escadas, podem ainda alterar dispositivos mecânicos, como elevadores e semáforos, pode direcionar seus poderes para seus ouvidos para ampliar sua audição e também demonstrou um poder de hipnotismo como evidenciado quando ele hipnotizou-se a ser mais decisivo. Kyosuke também usa seus poderes temporariamente para ampliar a sua velocidade e força. Em raras ocasiões, geralmente, quando Madoka está diretamente ameaçada, seu poder assumiu a forma de energia bruta que pode quebrar paredes de concreto ou de curto a cada luz em uma discoteca.
Kyosuke é uma pessoa muito gentil e um pouco tradicional - quando ele vê fumo da Madoka, ele repreende-la de uma maneira muito nerd (e, em seguida, usa seus poderes para destruir o cigarro). É a sua indecisão que leva o triângulo amoroso com Madoka e Hikaru. Ele inicialmente é incapaz de decidir entre seus sentimentos por Madoka e Hikaru. Conforme a história avança no entanto, ele encontra-se incapaz de terminar o relacionamento com Hikaru, com medo de ferir seus sentimentos e destruir sua amizade com Madoka.

Madoka Ayukawa (鮎川 まどか, Ayukawa Madoka, voz: Hiromi Tsuru, Saeko Shimazu (1985 Shonen Jump Special))
A protagonista feminina da série e a mais icônica. Apesar de parecer distante à primeira vista, ela abriga uma personalidade altruísta por trás de seu exterior duro. Madoka é amiga de Hikaru e Yūsaku desde a infância e é uma amiga recente de Kyōsuke. Embora ela tenha a reputação de delinquente na escola, ela se dedica aos estudos; Ela demonstrou gostar de estudar e é até uma saxofonista competente. Quando não está na aula, trabalha meio período no café ABCB. Na verdade, seu comportamento caprichoso de jovem delinquente é apenas um disfarce de sua tristeza e solidão, pelo fato de ser uma solitária incompreendida. Ela começa a ser vista sob outra luz graças a Kyōsuke, e também revela sua verdadeira personalidade amável e altruísta para a maioria dos outros personagens. Madoka sempre tende a colocar os outros acima dela, e realmente não gosta de ser um fardo para os outros. No entanto, quando Madoka e Kyōsuke confessam seus verdadeiros sentimentos um pelo outro, ela diz a Kyōsuke que ele tem que terminar com Hikaru, que deve entender a verdade das coisas.
Os pais de Madoka são músicos profissionais de bom coração, mas viciados em trabalho, que costumam fazer turnês fora do Japão, então ela mora em uma casa grande com sua irmã mais velha. Depois que sua irmã se casou e foi morar no exterior com o marido, Madoka passou a morar lá sozinha. A história envolve o eventual abandono de seu exterior duro depois que ela se torna amiga de Kyōsuke, como evidenciado pelas mudanças em sua vida depois que ela o conhece. Ela para de fumar por causa dele, e os outros personagens notam que ela se torna mais amigável e se sai melhor academicamente após a chegada de Kyōsuke.
Conforme revelado no último episódio do anime (que ocorreu perto do final do mangá), Madoka também tem um lugar especial em seu coração para um homem misterioso que ela conheceu debaixo de uma árvore no passado. Madoka mudou drasticamente sua aparência a partir de 6 anos antes, após seu encontro com o atual viajante do tempo Kyōsuke, que na verdade estava declarando suas preferências com base no Madoka atual. No final, Madoka ainda não sabia que Kyosuke era o homem misterioso, mas sente uma conexão com ele.
O criador Izumi Matsumoto relata que sua inspiração para Madoka foi a atriz Phoebe Cates e a cantora pop japonesa Akina Nakamori.
Hikaru Hiyama (檜山 ひかる, Hiyama Hikaru, voz: Eriko Hara, Akari Hibino (1985 Shonen Jump Special))
Hikaru é inicialmente apresentado como desagradável, brigola e faladora mais duro do que Madoka. Mas uma vez que ela se torna amiga de Kyōsuke, é revelado que ela é realmente gentil, doce e enérgica, bem como muito leal àqueles de quem ela cuida. Hikaru também é um tanto infantil, principalmente por ser filha única e um tanto protegida; quando fica extremamente animada, às vezes tende a voltar a uma forma de falar de bebê, que é vista como fofa pelos padrões japoneses. Ela se refere a Kyōsuke pela palavra inglesa "Darling" (Querido) (mesmo antes de saber o nome dele).
Hikaru é dois anos mais novo que Madoka e Kyōsuke, e faz aniversário no mesmo dia que Kyōsuke; ela também está na mesma sala de aula que Yūsaku Hino e os gêmeos. Ela tem sentimentos por Kyōsuke, que se preocupa com ela, mas mais como uma irmã do que como uma possível namorada, e tem sido a melhor e quase única amiga de Madoka por vários anos desde que ela e Yūsaku foram os únicos que nunca tiveram medo dela. Hikaru fez amizade com Madoka quando um valentão tirou o medalhão favorito do pequeno Hikaru, e uma pré-adolescente Madoka testemunhou isso e perseguiu o valentão até que ele o devolveu a Hikaru, selando a amizade das meninas.

## Personagens Secundários
Manami Kasuga (voz: Michie Tomizawa)
Uma das irmãs caçulas de Kyosuke, ela é gentil, reservada (para conter seus poderes) e calma, é responsável por realizar as tarefas da casa. Mas tem uma personalidade brava, e as vezes libera seu poder quando é necessário. Seus poderes incluem teletransporte e telecinesia.
Kurumi Kasuga (voz: Chieko Honda)
Irmã gêmea de Manami e irmã caçula de Kyosuke, ela é muito energética e argumentativa. Diferente de seus irmãos, ela se sente confortável em liberar seus poderes, frequentemente usando sem pensar nas consequências e causando problemas. Seus poderes incluem teletransporte e telecinesia.
Takashi Kasuga (voz: Kei Tomiya)
Pai de Kyosuke, Kurumi e Manami, ele trabalha como fotografo de paisagem e não tem poderes. Após a morte de sua esposa, ele passou a tomar conta de seus filhos sozinho, garantindo que possam levar ao máximo uma vida normal.
Kazuya Kasuga (voz:Chika Sakamoto, Yuko Mita (1985 Shonen Jump Special))
É o primo mais novo e levado de Kyosuke, que parece uma mini versão dele, por causa disso, muitas pessoas o cofundem como filho do Kyosuke. Kazuya tem o poder da telepatia que usa na maior parte do tempo, telecinesia que usa raramente e pode trocar de corpo com o Kyosuke quando ambos batam nas suas cabeças. Quando esta com Kyosuke, ele tenta ajuda-lo a conquistar as meninas mas acaba em confusão, as vezes ele gosta de ficar perto de Madoka e Hikaru para chamar atenção e principalmente para provocar Kyosuke.